# Illinois (folyó)
Az Illinois (ejtsd: ilinoj, miami-illinois indián nyelven Inoka Siipiiwi) folyó Észak-Amerikában, az Amerikai Egyesült Államokban, Illinois államban. A Mississippi bal oldali mellékfolyója. Hossza 439 km.

## Földrajza
A folyó teljes egészében Illinois államban halad. Része a Nagy-tavakat a Mississippivel összekötő víziút-rendszernek.
A  Kankakee és a Des Plaines folyók összefolyásából ered a Michigan-tótól és Chicagótól délnyugatra, Grundy megye keleti részén. Először nyugatnak, majd délnyugatnak, végül délnek tart. Graftonnál, Saint Louistól 42 km-re északnyugatra torkollik a Mississippibe.
439 km²-es vízgyűjtő területe Illinois, Wisconsin, Indiana és egy nagyon kis rész Michigan állam délnyugati részén található.
Főbb mellékfolyói a Mazon, a Fox, a Vermilion, a Mackinaw, a Spoon, a Sangamon és a La Moine.

## Nagyobb települések a folyó mentén
- Morris
- Seneca
- Ottawa
- Peru
- Peoria
- East Peoria